# André Téchiné
André Téchiné (Valence-d'Agen, 13 de marzo de 1943) es un director de cine y guionista francés.

## Trayectoria
André Téchiné, de ascendencia española por vía materna, realizó sus estudios en París. Se aficionó al cine desde niño, y se inició en ese ámbito como ayudante de dirección de Jacques Rivette y Marc-Gilbert Guillaumin. Después, trabajó como crítico para Cahiers du cinéma (1964-67). 
En 1970, realizó Paulina s'en va, su primera película. En 1975, André Téchiné hizo Recuerdos de nuestra Francia, un film dramático que sigue la vida de una familia durante décadas, con Jeanne Moreau. Un año después, rodó Barocco, película sobre crímenes con dos actores en alza: Gérard Depardieu e Isabelle Adjani. Las tres despertaron la atención.
Sus películas se caracterizan por examinar las relaciones humanas con un estilo intimista, cuidadoso y poco sentimental. En su film-biografía de las hermanas Brontë, Les sœurs Brontë (1979) (Hermanas Brontë), el ambiente tan sombrío y carente de color sirve para subrayar la falta de atractivo en la vida de las hermanas. En ella Roland Barthes hizo el papel de Thackeray.
En Rendez-vous (1985), Téchniné exploró con detalle la naturaleza de una relación sadomasoquista con una de sus actrices favoritas, Juliette Binoche. El filme le valió al director el premio a la mejor dirección en el Festival de Cannes. Otro de sus filmes más aclamados fue Mi estación preferida (1993), la relación de una familia provinciana en un mundo frío. Este filme participó en el Festival de Cannes de ese año. 

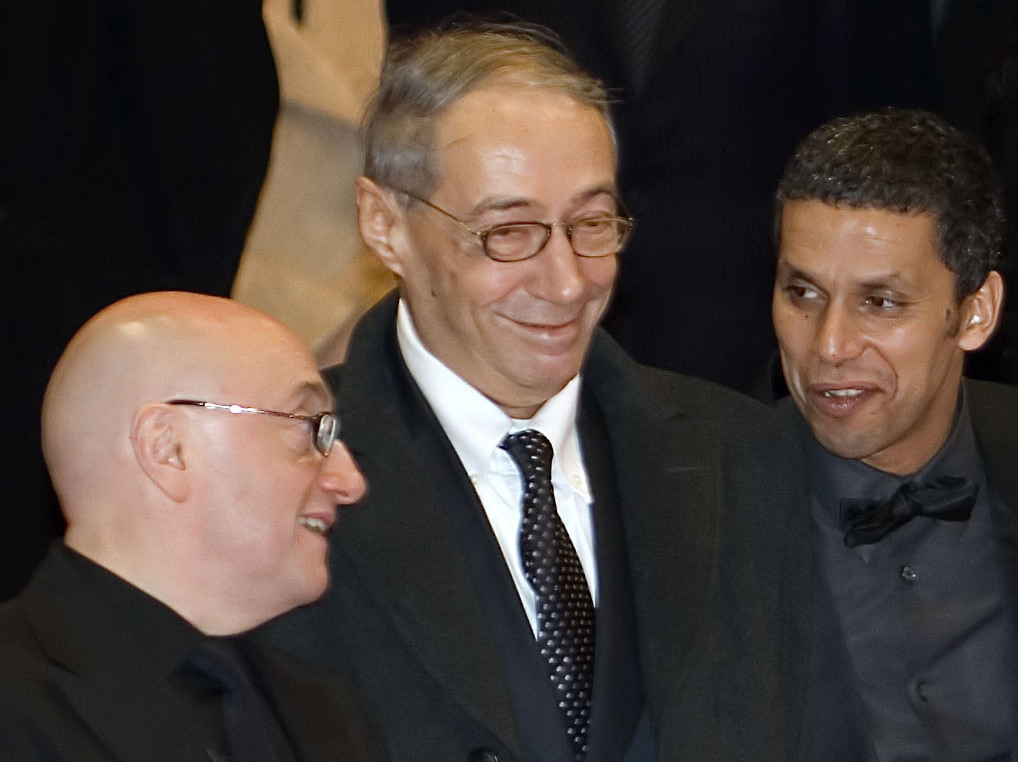
Michel Blanc, André Téchiné y Sami Bouajila en la presentación de Les témoins en la Berlinale del 2007.

Un film importante en la obra de Téchiné para muchos es Los juncos salvajes, película en la que el director estudia la vida sentimental de un grupo de adolescentes con la guerra de Argelia de trasfondo. Este filme recibió los premios César y Delluc de 1994. Se ha supuesto que esta película está basada en las experiencias autobiográficas del director.
En las películas de Téchiné siempre está presente de alguna manera la homosexualidad, ya que el director desea aproximarse a todas las formas de sexualidad humana sin dar prioridad a ninguna. Esto sigue de manifiesto en su película de 2006 Los testigos (Les témoins), sobre el VIH en los años 80.
Ha seguido su camino singular con filmes como La chica del tren (2009); Imperdonables (2011), El hombre al que amaban demasiado  (2012), Cuando tienes 17 años (2016).
En 2003, Téchiné ganó el Prix René Clair por su obra. Se le encuadra, como a Bertrand Tavernier, en la generación que siguió a la famosa Nouvelle Vague.

## Filmografía
- 1970: Paulina s'en va
- 1975: Souvenirs d'en France
- 1976: Barocco
- 1979: Les Soeurs Brontë (Las hermanas Brontë), con Isabelle Adjani, Marie-France Pisier, Isabelle Huppert
- 1981: Hôtel des Amériques

- 1983: La matiouette ou l'arrière-pays, mediometraje
- 1984: L'Atelier (TV), mediometraje
- 1985: Rendez-vous (La cita)
- 1986: Le lieu du crime (El lugar del crimen)
- 1987: Les innocents
- 1991: J'embrasse pas
- 1993: Ma saison préférée
- 1994: Les roseaux sauvages (Los juncos salvajes)
- 1994: Le Chêne et le roseau (TV)
- 1996: Les voleurs (Los ladrones)
- 1998: Alice et Martin
- 2001: Loin (Lejos)
- 2003: Les égarés (Los extraviados)
- 2004: Les Temps qui changent (Otros tiempos)
- 2006: Les témoins (Los testigos), con Emmanuelle Béart y Michel Blanc
- 2009 : La fille du R.E.R (La chica del tren de cercanías)
- 2011: Impardonnables
- 2014: L'Homme que l'on aimait trop
- 2016: Quand on a 17 ans (Cuando tienes 17 años)

## Premios y reconocimientos
Festival Internacional de Cine de Cannes
| Año  | Categoría      | Película    | Resultado |
| ---- | -------------- | ----------- | --------- |
| 1985 | Mejor director | Rendez-vous | Ganador   |